# Гартмут Гайнріх
Гартмут Гайнріх (англ. Hartmut Heinrich; нар. 5 березня 1952, Нортгайм) — німецький морський геолог і кліматолог.

## Кар'єра
До вересня 2017 року Генріх очолював відділ морської фізики у Федеральному морському та гідрографічному агентстві в Гамбурзі. Він брав активну участь у глобальній програмі спостережень за океаном Арґо, екологічних дослідженнях та адмініструванні, а також в адаптації до зміни клімату. У 1988 році він описав раптові зміни клімату в історії Землі, які відтоді були названі його ім'ям — «події Гайнріха».
З жовтня 2017 року він є фрилансером (морський консалтинг 10°E) з питань клімату та навколишнього середовища. У жовтні 2017 року Вільне ганзейське місто вшанувало його важливий внесок у кліматичні дослідження, надавши звання «Почесний професор».
Гайнріх вивчав геологію в Геттінгенському університеті та здобув докторський ступінь у Кільському університеті з морської геології. Відкриття, назване на його честь, — події Гайнріха, періоди значного виходу льоду з континентальних льодовикових щитів, які сильно впливають на глобальний клімат, були згодом підтверджені дослідженнями зразків крижаного керна з льодовикового щита Гренландії в рамках Гренландського проєкту з вивчення крижаного керна. Гайнріх попереджає про наслідки глобального потепління, які можуть настати дуже швидко і мати набагато більший вплив на судноплавство, населення прибережних районів і морське середовище.

## Публікації
- Heinrich, H. (March 1988). "Origin and consequences of cyclic ice rafting in the northeast Atlantic Ocean during the past 130,000 years". Quaternary Research. 29 (2): 142–152. doi:10.1016/0033-5894(88)90057-9.
- Bond, G.C.; Heinrich, H.; Broecker, W.S.; Labeyrie, L.; McManus, J.; Andrews, J.; Huon, S.; Jantschik, R.; Clasen, S.; Simet, C.; Tedesco, K.; Klas, M.; Bonani, G.; Ivy, S. (19 November 1992). "Evidence for massive discharges of icebergs into the North Atlantic ocean during the last glacial period". Nature. 360 (6401): 245–9. doi:10.1038/360245a0.